# Киферида
Кифери́да, или Волу́мния (лат. Cytheris/Volumnia; умерла после 43 года до н. э.), — древнеримская актриса, танцовщица и куртизанка, современница Цицерона и Марка Антония.

## Биография
Киферида, по всей видимости, являлась вольноотпущенной неизвестного происхождения (возможно, греческого) и была любовницей многих известных людей своего времени. Среди её возлюбленных были её бывший хозяин Публий Волумний, участник 2-го триумвирата Марк Антоний, один из убийц Юлия Цезаря Марк Юний Брут, поэт Гай Корнелий Галл.
Помимо того, Корнелий Галл посвятил Волумнии четыре книги элегических стихов-песен, называя её элегическим псевдонимом «Ликорида».

## Ссылка
- Архивная копия от 7 декабря 2014 на Wayback Machine